# 迷幻人生
《迷幻人生》（英語：Light Sleeper）是一部1992年的美国犯罪剧情片，由保罗·施拉德编导，威廉·达福、苏珊·萨兰登和达纳·德兰主演。该片以纽约市环卫工人罢工期间为背景，达福饰演的高级毒贩在与前女友偶然相遇后卷入了一场悲剧事件。虽然票房表现不佳，但该片仍然受到评论家的好评。